# السمفونية الثانية (بيتهوفن)
السمفونية الثانية لبيتهوفن في سلم ري الكبير تصنيف Op. 36 هي سمفونية من أربع حركات للمؤلف الموسيقار لودفيج فان بيتهوفن.
كتب بيتهوفن هذا العمل بين سنتي 1801 و 1802، وأهداه إلى الفورست كارل ليشنوفسكي Karl Lichnowsky.
قام بيتهوفن بقيادة العزف أول مرة سنة 1803 في مسرح تياتر أن در فين Theater an der Wien في مدينة فيينا، وذلك أثناء تأهيله الموسيقي.

## الآلات الموسيقية والهيئة
يلزم للسمفونية وجود 2 فلوت و 2 أوبوا و 2 يراعة و 2 مزمار و 2 بوق فرنسي و 2 بوق و 2 دفية بالإضافة إلى الآلات الوترية ذات القوس.
هناك أربع حركات في هذه السمفونية لكل منها سرعة الإيقاع التالية على الترتيب:
1. Adagio molto, 3/4 – Allegro con brio, 4/4
2. Larghetto, 3/8 in A major
3. Scherzo: Allegro, 3/4
4. Allegro molto, 2/2

## للمزيد
- Armin Raab: II. Symphonie in D-Dur, op. 36. Analyse und Essay. In: Renate Ulm (Hrsg.): Die 9 Symphonien Beethovens. Entstehung, Deutung, Wirkung. Bärenreiter, Kassel 1994 (1. Aufl.) , ISBN 3-7618-1241-8
- Arnold Werner-Jensen: Ludwig van Beethoven. Musikführer. Reclam, Leipzig 2001.